# Acropsopilio chomulae
Espèce
Synonymes
- Caddo chomulae Goodnight & Goodnight, 1948

Acropsopilio chomulae est une espèce d'opilions dyspnois de la famille des Acropsopilionidae.

## Distribution
Cette espèce est endémique du Chiapas au Mexique. Elle se rencontre vers San Cristóbal de Las Casas.

## Description
L'holotype mesure 0,9 mm de long et 0,5 mm de large.
La femelle décrite par Shear en 2004 mesure 1,14 mm.

## Systématique et taxinomie
Cette espèce a été décrite sous le protonyme Caddo chomulae par Goodnight et Goodnight en 1948. Elle est placée dans le genre Acropsopilio par Ringuelet en 1962.

## Publication originale
- Goodnight & Goodnight, 1948 : « A new member of the genus Caddo (Phalangida). » Journal of the New York Entomological Society, vol. 56, p. 201–203.